# Saïd Tichiti
Saïd Tichiti (geb. in Guelmim) ist ein marokkanischer Musiker.

## Leben
Seine Familie spielte eine wichtige Rolle in seiner musikalischen Erziehung; sowohl sein Vater, der in Ganga-Gruppen spielte, als auch seine Mutter, die in Bands aktiv war, sowie seine Geschwister, die sich ebenfalls in der Musikszene engagierten, beeinflussten ihn stark. Tichiti wuchs in einem Umfeld auf, in dem Musik als Familienerbe galt und lernte bereits im Kindesalter Percussion und Gesang. Nach seinem Abitur zog er 1991 nach Rabat, um am Institut supérieur d'art dramatique et d'animation culturelle (ISADAC) zu studieren, wo er sich kultureller Animation widmete und durch eine Theatergruppe künstlerisch aktiv wurde.
Mit einem Stipendium der französischen Regierung zog er 1996 für postgraduale Studien nach Frankreich, wo er in Paris u. a. Kulturpolitik studierte. Dort traf er auf eine kosmopolitische Kultur und knüpfte wichtige Kontakte. Nach Abschluss seines Studiums zog Tichiti im Jahr 1998 mit seiner ungarischen Frau nach Budapest, wo er sich schnell in die lokale Kunst- und Musikszene integrierte und die Sprachbarriere überwand.

## Wirken
In Ungarn etablierte sich Tichiti schnell als Botschafter marokkanischer Musik und gründete im Jahr 2000 die Gruppe Chalaban, die eine Mischung aus Amazigh-, Gnawa- und Hassani-Einflüssen präsentiert. Die aus verschiedenen Nationalitäten bestehende Gruppe fungiert als Medium zur Verbreitung der musikalische Bildung, die Tichiti seit seiner Kindheit erworben hat. Chalaban veröffentlichte seither sechs Alben und wurde zu einem wichtigen Akteur in der ungarischen Musikszene. Durch Tichitis Einsatz wurde das ungarische Publikum auch mit Gnaoua-Musik und Künstlern wie Mahmoud Guinea und Hamid El Kasri bekannt gemacht.
Im Jahr 2018 reiste Tichiti zur Sammlung neuer musikalischer Inspirationen nach Marokko. Das Ergebnis war das Album Jarama, eine Mischung populärer Musikstile wie Funk, Jazz und Hip-Hop mit traditioneller Musik aus Afrika. Das Album zeichnet sich durch eine Mischung aus Gnawa-, Hassani- und Shaabi-Klängen aus, die Tichitis kulturelles Erbe widerspiegeln.
Darüber hinaus brachte Tichiti durch eine Zusammenarbeit mit der israelisch-jüdischen Sängerin Lala Tamar im Rahmen des Budapest Jewish Cultural Festivals nordafrikanische Melodien nach Budapest. Diese Veranstaltung zielte auf die verbindende Kraft der Musik über kulturelle und religiöse Grenzen hinweg und feierte die Abraham-Abkommen, welche die Normalisierung der Beziehungen zwischen Israel und mehreren arabischen Ländern, einschließlich Marokko, markierten.